# Éliane Le Breton
Éliane Le Breton (Landunvez, 19 maart 1897 – Parijs, 23 januari 1977) was een Franse arts, hoogleraar en onderzoeksleider aan het CNRS, het Centre national de la recherche scientifique, de grootste Franse overheidsorganisatie voor fundamenteel wetenschappelijk onderzoek. Zij is bekend geworden dankzij haar onderzoek op het gebied van de fysiologie, toegepast binnen het kankeronderzoek.

## Biografie
Éliane Le Breton verdedigde in 1936 haar proefschrift voor het staatsdoctoraat in de natuurwetenschappen aan de medische faculteit in Parijs. Haar dissertatie ging over de fysiologische betekenis van oxidatie van ethylalcohol in het menselijk lichaam. Vervolgens begon zij haar loopbaan als amanuensis aan de Universiteit van Straatsburg (1922). In 1939-1940 werkte ze in het kader van de mobilisatie voor de militaire staf, bij de dienst die zich bezighield met de bescherming tegen chemische wapens. In 1948 werd ze benoemd tot universitair docent en vervolgens in 1954 tot hoogleraar aan de Faculteit der Natuurwetenschappen in Parijs (1954 – 1961). Daar zette ze een doctoraal onderwijsprogramma op over de fysiologie van voeding.
Ze werd benoemd tot onderzoeksleider aan het CNRS bij het onderzoekscentrum voor normale cellen en kankercellen aan het Institut du cancer in Villejuif. Ook werd ze plaatsvervangend directrice, en in 1958 directrice, van het Institut de recherches scientifiques in Villejuif.
Ze is bekend vanwege haar studies naar celvoeding en het ontstaan van kankercellen.

## Maatschappelijke en wetenschappelijke activiteiten
Le Breton was lid van de wetenschappelijke commissie van de Ligue nationale contre le cancer, het Centre nationale de coordination des études et recherches sur la nutrition et l’alimentation en wetenschappelijke commissies van meerdere wetenschappelijke tijdschriften, in het bijzonder van de Revue française d’études cliniques et biologiques, de Annales de nutrition et d’alimentation en de Archives des sciences physiologiques van het CNRS.

## Onderscheidingen
- Officier in de Orde van de Academische Palmen (1947)
- Officier van het Legioen van Eer, voor haar bijdrage aan het Franse onderwijs (1963)

Prijzen
- 1959: Charles Léopold Mayer-prijs van de Société de chimie biologique (de Franse vereniging voor biochemie)